# تفاح مايو
تُفّاح مايو أو التفاح الهندي أو البودوفلّون الدَّرَقيّ (الاسم العلمي: Podophyllum peltatum) نبات عشبيّ مُعمِّر من نباتات الأصقاع الشرقية من أميركا الشمالية.